# Geroldsee (Krün)
Der Geroldsee (auch Wagenbrüchsee) ist ein Moorsee ca. 500 m nordöstlich des Ortsteils Gerold der Gemeinde Krün im oberbayrischen Landkreis Garmisch-Partenkirchen.
Er befindet sich im Landschaftsschutzgebiet LSG-00281.03 am Südrand des Estergebirges etwa 9 km östlich von Garmisch-Partenkirchen.
Der See liegt auf 927 m Seehöhe in der Flur Wagenbrüch, einer Senke zwischen 
dem Schartenkopf im Norden und einer würmkaltzeitlichen Moräne im Süden.
Das zu- und abflusslose Gewässer ist ein beliebter Badesee mit Badestellen am Nord- und Südufer. Zwischen dem Geroldsee und dem nur knapp 2 km weiter östlich gelegenen Barmsee, sowie dem Grubsee,
gibt es Wanderwege, im Winter auch gespurte Loipen.